# Dobrava, Izola
Dobrava (italijansko Dobrava presso Isola) je razloženo naselje v Slovenski Istri, ki upravno spada pod Občino Izola. 
Naselje se nahaja na območju, kjer avtohtono živijo pripadniki italijanske narodne skupnosti in kjer je poleg slovenščine uradni jezik tudi italijanščina.
Leži ob magistralni cesti G2-111 (Izola-Sečovlje) ob kateri na vrhu slemena stoji tudi cerkev sv. Marije Loretske, zgrajena leta 1633 (spada pod naselje Jagodje). Od Dobrave v smeri proti Ronku so urejeni novi nasadi oljk. Leta 1961 je bilo v bližini zgrajeno turistično naselje Belveder, od koder je lep razgled na Izolo in Tržaški zaliv.